# Trình Danh Chấn
Trình Danh Chấn (chữ Hán: 程名振, ? – 662), người Binh Ân, Minh Châu , tướng lãnh nhà Đường, trấn thủ Liêu Đông, phục vụ 3 đời hoàng đế Cao Tổ, Thái Tông, Cao Tông.

## Cuộc đời và sự nghiệp

### Thời Cao Tổ
Cuối đời Tùy, Danh Chấn làm Phổ Nhạc lệnh thuộc chính quyền Hạ của Đậu Kiến Đức, được tiếng là đắc lực, giặc cướp không dám xâm phạm. Về sau ông bỏ Hạ về với nhà Đường, được Cao Tổ thụ làm Vĩnh Ninh lệnh , nhận lệnh soái binh kinh lược Hà Bắc. Danh Chấn trong đêm tập kích huyện Nghiệp, bắt hơn ngàn nam nữ đem về. Đi khỏi Nghiệp 80 dặm, ông xét thấy có hơn 90 phụ nữ đang cho con bú, đều thả đi. Người Nghiệp cảm ơn ấy, lập trai thờ cầu phúc cho Danh Chấn  .
Sau khi Đậu Kiến Đức thất bại (621), Danh Chấn bắt đầu được trọng dụng. Ít lâu sau, Lưu Hắc Thát chiếm Minh Châu, ông cùng thứ sử Trần Quân Tân bỏ chạy, mẹ là Phan thị và vợ là Lý thị bị quân của Hắc Thát chặn bắt giữa đường. Danh Chấn theo Tần vương Lý Thế Dân thảo phạt Hắc Thát, khi ấy Hắc Thát ở các châu Ký, Bối, Thương, Doanh vận lương cả hai đường thủy lục, ông đón đánh, phá sạch thuyền xe. Hắc Thát nghe tin cả giận, giết mẹ và vợ của Danh Chấn. Khi bình xong Hắc Thát, ông xin tự tay chém đầu ông ta, lấy đầu tế mẹ. Nhờ công được bái làm Doanh Châu  đô đốc phủ trưởng sử, phong Đông quận công, thưởng 2000 tấm đoạn, 300 lạng vàng. Sau đó được thăng làm Minh Châu thứ sử  .

### Thời Thái Tông
Đường Thái Tông sắp đánh Liêu Đông, triệu Danh Chấn hỏi phương lược dùng quân. Ông trả lời trái ý hoàng đế, Thái Tông biến sắc mặt vặn hỏi, Danh Chấn tranh luận không khoan nhượng. Thái Tông tan cơn giận, nói với tả hữu: "Phòng Huyền Linh bình thường ở trước mặt trẫm, thấy (trẫm) có sắc giận, cũng còn thất sắc. Danh Chấn chưa từng gặp trẫm, mà đối đáp thì không hề nhượng bộ, lời lẽ thì ngang ngạnh, cũng là kỳ sĩ vậy." Ngay hôm ấy, ông được bái làm Hữu kiêu vệ tướng quân, thụ chức Bình Nhưỡng đạo hành quân tổng quản. Trước sau đánh thành Sa Ti (Bisa) , phá trận Độc Sơn , đều là lấy ít địch nhiều, được người đương thời khen là danh tướng  .

### Thời Cao Tông
Năm Vĩnh Huy thứ 6 (655), được thăng Doanh Châu đô đốc, kiêm Đông Di đô hộ. Cùng năm 655, hai nước Cao Câu Ly (đời vua Cao Câu Ly Bảo Tạng vương) và Bách Tế (đời vua Bách Tế Nghĩa Từ vương) hợp quân xâm lấn Tân La (đời vua Tân La Vũ Liệt vương). Vua Tân La Vũ Liệt vương sai sứ sang nhà Đường cầu viện. Tháng 2 năm 655, vua Đường Cao Tông sai ông và Tô Định Phương dẫn quân đi cứu Tân La. Quân Đường thắng lớn, bắt được 1000 người Cao Câu Ly đưa sang nhà Đường.
Năm 658 ông lại soái quân Đường cùng Tô Định Phương, Tiết Nhân Quý phá quân Cao Câu Ly ở sông Quý Đoan , đốt thành Tân (Shin) , giết quân Cao Câu Ly rất nhiều. Từng làm Tấn, Bồ 2 châu thứ sử. Năm Long Sóc thứ 2 (662) mất. Được tặng Hữu vệ đại tướng quân, thụy là Liệt  .
Con là danh tướng Trình Vụ Đĩnh.